# 石学友
石学友（1944年10月—2010年9月10日），陕西丹凤人；原西北农学院农学系毕业。1976年10月加入中国共产党。曾任中共陕西省委统战部部长、省纪委副书记，第八、第九届陕西省政协副主席。

## 生平
1969年，石学友自原西北农学院毕业，进入中国人民解放军5388部队下属农场劳动锻炼。1972年，调陕西华阴工作；1980年至1985年间，曾先后担任县委常委、副县长，县委书记；1985年1月，升任渭南地委副书记；1987年12月，调任陕西省监察厅副厅长；1991年4月，晋升厅长。
1993年5月，中共陕西省第八次党代表大会召开；石学友当选省纪律检查委员会副书记，并继续兼任省监察厅厅长；1999年1月，出任省委统战部部长、省纪委副书记、监察厅厅长。2001年2月，被增选为第八届陕西省政协副主席；当年4月，石学友被免去监察厅厅长职务；2003年1月，连任第九届陕西省政协副主席。
2010年9月10日，石学友在西安逝世，享年66岁。官方称，石学友是因工作劳累突发脑溢血去世的。报导还称，多位现任和前任党和国家领导人对石的去世表示哀悼，包括了时任国家副主席习近平，中组部部长李源潮，前中纪委书记尉健行，以及曾在陕西工作过的全国人大常委会副委员长李建国、全国政协副主席陈宗兴等。
　　 